# 愛知県司法書士会
愛知県司法書士会（あいちけんしほうしょしかい）は、日本に50法人ある司法書士会のひとつである。

## 概要
日本に50法人ある司法書士会のひとつで細井久史が会長を務めている。現在、1,306名の司法書士が所属している。

## 支部
- 名古屋中央支部
- 名古屋東支部
- 熱田・海部支部
- 春日井支部
- 一宮支部
- 半田支部
- 西三河支部
- 東三河支部

## 面談による無料法律相談
- 名古屋総合相談センター
- 西三河総合相談センター
- 東三河総合相談センター
- 一宮総合相談センター
- 半田総合相談センター

## 所在地
愛知県名古屋市熱田区新尾頭1-12-3 